# Fyodor Yakovlevich Kostenko
Fyodor Yakovlevich Kostenko (tiếng Nga: Фёдор Яковлевич Костенко; 1896-1942) là một tướng lĩnh Liên Xô trong Chiến tranh Vệ quốc vĩ đại.

## Tiểu sử
Ông sinh ra ở quận Martynovsky, tỉnh Rostov, trong một gia đình dân tộc Ucraina. Ông đã chiến đấu trong Quân đội Đế quốc Nga trong Thế chiến thứ nhất trước khi gia nhập hàng ngũ Bolshevik trong cuộc nội chiến sau đó.
Trong Thế chiến thứ hai, ông chỉ huy Tập đoàn quân 26 (tháng 6 - tháng 9 năm 1941) và Phương diện quân Tây Nam (tháng 12 năm 1941 đến tháng 4 năm 1942). Ông chỉ huy lực lượng đặc nhiệm trong cuộc tấn công Yelets từ ngày 6 tháng 12 đến ngày 16 tháng 12 năm 1941, gây thiệt hại nặng cho một số sư đoàn địch.
Kostenko mất tích vào ngày 26 tháng 5 năm 1942 và được cho là đã bị giết trong khi bị bao vây trong trận Kharkov lần thứ hai.
Ông được trao tặng Huân chương Lenin, Huân chương Cờ đỏ và Huân chương Sao đỏ.
Cuối tháng 4 năm 2017, di hài của tướng Kostenko được phát hiện trên lãnh thổ của huyện Balakleysky thuộc khu vực Kharkiv của Ukraina, giữa các làng Gusarovka và Lozovenka. Ngoài ra, một di hài khác cũng được phát hiện, được cho là của Vasily Ivanovich Petrovich, Đại úy cần vụ cho Kostenko. Đầu năm 2018, hài cốt của Kostenko đã được xác định bằng phân tích DNA và được chuyển đến Nga để chôn cất vào ngày 25 tháng 3 năm 2018.
Tro cốt của vị tướng được chôn cất vào ngày 20 tháng 6 năm 2018 với danh dự quân sự tại Nghĩa trang Tưởng niệm Quân đội Liên bang. Ngày 26 tháng 7 năm 2019, một bức tượng bán thân đã được đặt trang trọng trên ngôi mộ của ông tại Nghĩa trang Tưởng niệm Quân đội Liên bang ở Mytishchi, Vùng Moskva.

## Đời tư
Kostenko có bốn người con - hai con trai Pyotr, Budimir và hai con gái Yulia và Rada. Người con trai lớn Pyotr Kostenko (1923-1942) là một phi công chiến đấu thuộc Trung đoàn hàng không chiến đấu số 273, Tập đoàn quân Không quân 8, bị bắn hạ và chết trong một trận không chiến vào ngày 27 tháng 9 năm 1942 gần Stalingrad.

## Lược sử quân hàm
- Đại tá (полковник) (29.01.1936)
- Lữ đoàn trưởng (комбриг) (11.10.1937)
- Sư đoàn trưởng (комдив) (9.02.1939)
- Trung tướng (генерал-лейтенант) (4.06.1940)[6].